# Фердинандея
Острів Фердинандея (італ. Isola Ferdinandea) або острів Грема (англ. Graham Island; також берег Грема або мілина Грема) — затоплений вулканічний острів у Середземному морі. Виявлений під час останньої появи над рівнем моря 1 серпня 1831 року. Острів є верхівкою підводного вулкана Емпедокл, розташованого за 30 км на південь від Сицилії у низці підводних вулканів, відомих як Кампі-Флегреї-дель-Мар-ді-Сицилія. Виверження підводних гір піднімали його над рівнем моря кілька разів, перш ніж ерозія знову його зруйнувала.
Коли острів останнього разу піднявся вище рівня моря після виверження в 1831 році, розв'язався чотиристоронній спір за його державну приналежність, який так і залишився невирішеним, коли острів знову зник під хвилями на початку 1832. Відкривач, британський капітан Гамфрі Флемінг Сенгаус, назвав його на честь сера Джеймса Грема першого лорда Адміралтейства, і права на острів заявило Сполучене Королівство. За короткий час життя острова на ньому побував французький геолог Констан Прево у супроводі художника, описавши його у липні 1831 р.; він назвав острів Іль Джулія, на честь його появи у липні (фр. Juillet) і повідомив про нього Французькому геологічному товариству. Деякі спостерігачі того часу замислювалися, чи не з'явиться гірський ланцюг, що пов'яже Сицилію і Туніс і таким чином порушить геополітичне становище регіону. Ознаки вулканічної активності фіксувалися в 2000 і 2002 роках, прогнозувалося можливе повторне виникнення острова; однак Станом на  2016 вулкан знаходиться на 6 м нижче рівня моря.

## Рання історія
Острів Фердинандея лежить у вулканічному районі, відомому як Флегрейські поля Сицилійського моря (Campi Flegrei del Mar di Sicilia), між Сицилією і Тунісом у Середземному морі. У районі наявні численні підводні вулкани (підводні гори), а також деякі вулканічні острови, такі як острів Пантеллерія. Вулканічна активність на острові Фердинандея вперше була описана у період першої Пунічної війни, пізніше острів з'являвся і зникав чотири або п'ять разів. Починаючи з 17-го століття було зафіксовано декілька вивержень.

## Виверження 1831 року і британське володіння

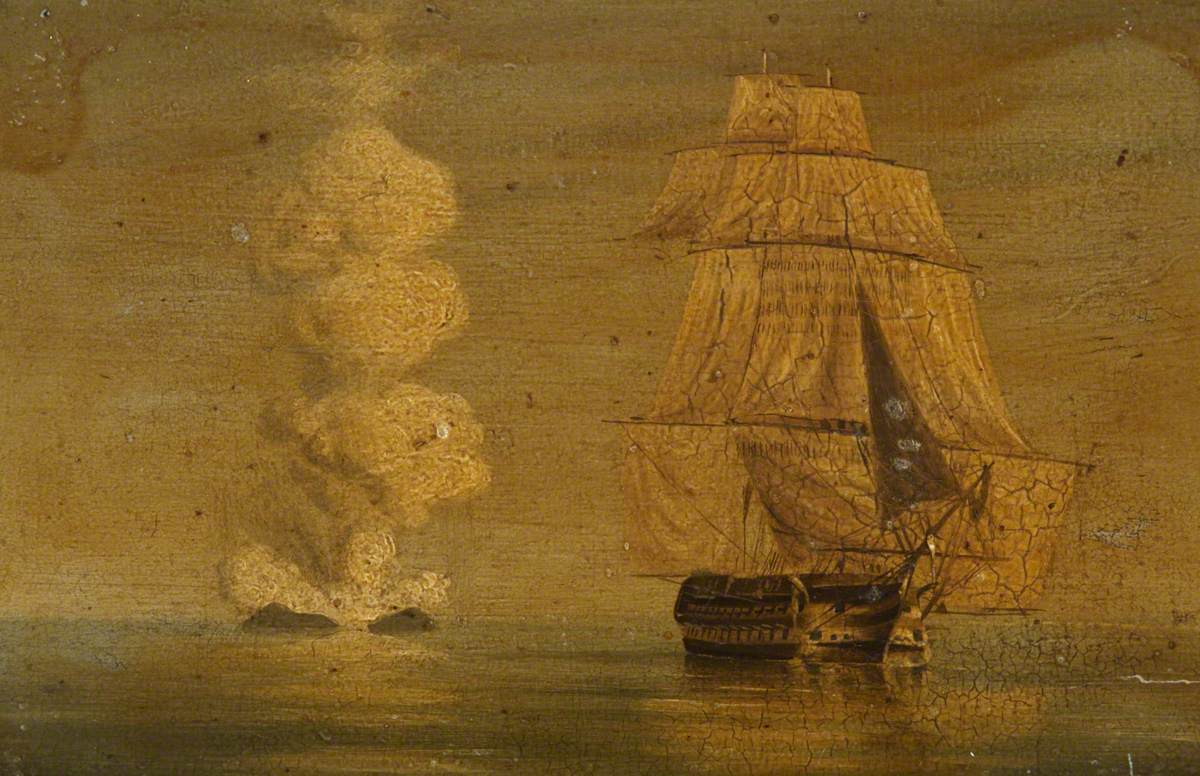
Острів Грема під охороною

Остання поява острова сталася у липні 1831. Першою ознакою виверження був період високої сейсмічної активності, що тривав з 28 червня по 10 липня і був помічений із  сусіднього міста Шакка. 4 липня запах сірки поширився по місту і був таким концентрованим, що, за записами, почорніло срібло. 13 липня стовп диму було добре видно з Сан-Доменіко. Жителі вважали, що це пожежа на поромі.  Того ж дня поруч пройшов бриг «Густаво» і повідомив про булькання морської води; на думку капітана, це було морське чудовисько. Ще один корабель повідомив, що у воді плаває мертва риба. До 17 липня сформувався повноцінний острівець.
1 серпня 1831, Гамфрі Флемінг Сенгаус, капітан лінійного корабля першого рангу Королівського військово-морського флоту Сент-Вінсент, заявив на острів права Британської корони і назвав його на честь сера Джеймса Грема, першого лорда Адміралтейства. Результатом виверження 1831 року став острів, розмірами приблизно до 4 км. Щоправда, він складався з пухкої тефри, що легко розмивається хвилями, і коли виверження завершилося, він швидко зник під водою у січні 1832 року, до того, як питання його приналежності могло бути вирішене. Нові виверження у 1863 році спричинили недовгу появу острова, після чого він знову зник. Максимальні розміри острова (у липні і серпні 1831 року) становили 4 800 м в окружності і 63 м заввишки. На ньому навіть було два невеликі озера, більше з яких мало 20 м довжини і 2 м глибини.

## Суперечка

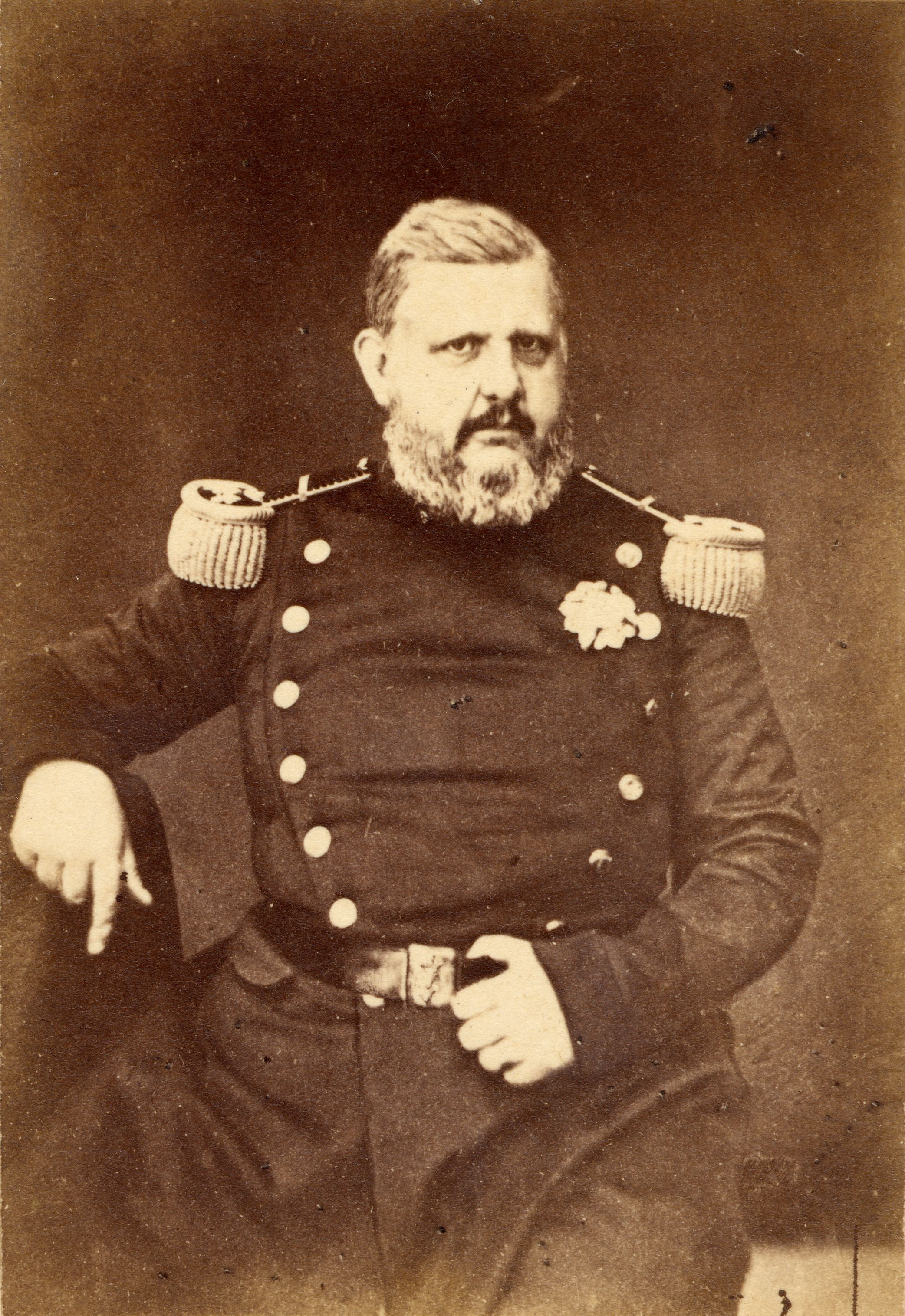
Фердинанд II, король Обох Сицилій, на честь якого названо острів, близько 1850

Острів Грема став об'єктом чотиристороннього спору за суверенітет. Спочатку на нього було заявлено права Сполученого Королівства і дано назву острів Грема. Король Обох Сицилій, Фердинанд II, на честь якого сицилійці назвали острів Фердинандея, відправив кораблі до новоутвореного острова, щоб заявити на нього права Бурбонів. Французький військово-морський флот також здійснив висадку і назвав острів Джулія. Іспанія також заявила про свої територіальні амбіції. Кожна сторона хотіла заявити права на острів через його важливе розташування на середземноморському торговому шляху (до Англії та Франції) і його близькість до Іспанії та Італії.

### Первинний конфлікт
У серпні 1831 року вулкан піднявся вище рівня моря, хоча все ще мав вигляд кількох скель, але на думку Королівського флоту, підходив на роль бази для контролю руху в Середземномор'ї, оскільки розташований ближче до континенту, ніж Мальта. Цей невеликий вулканічний пункт був важливим для найбільшої світової морської сили стратегічним пунктом у Середземному морі і тому, що знаходився ближче до Іспанії та Італії. Британський флот висадився на острів, назвавши його островом Грема і встановивши свій прапор, Юніон Джек.
Король Сицилії також зрозумів його стратегічне значення і направив корвет «Етна», щоб претендувати на нові землі та назвав його Фердинандея на честь короля Фердинанда II. Останнім ситуацію ускладнив Констан Прево, співзасновник Французького геологічного товариства, який порівняв виверження з відкоркуванням пляшки шампанського. Він назвав острів Джулія, тому що той з'явився у липні, і, ймовірно, також маючи на увазі французьку липневу монархію. Розпочалися дипломатичні суперечки з приводу статусу острова.

### Тривалий конфлікт
Упродовж п'яти місяців у газетах та інших обговореннях палав конфлікт різних націй за шматок базальту заввишки 60 метрів. Туристи подорожували до острова, щоб подивитися на його два невеликі озера. Моряки розглядали його, коли проходили повз, а дворяни з дому Бурбонів нібито планували створити на його пляжах сезонний курорт. Жодна з ідей не була реалізована, оскільки невдовзі острів опустився під воду. Станом на 17 грудня 1831 р., за офіційними повідомленнями, від нього не залишилося жодних слідів. Так само швидко розрядився і конфлікт навколо острова.

## Остання активність

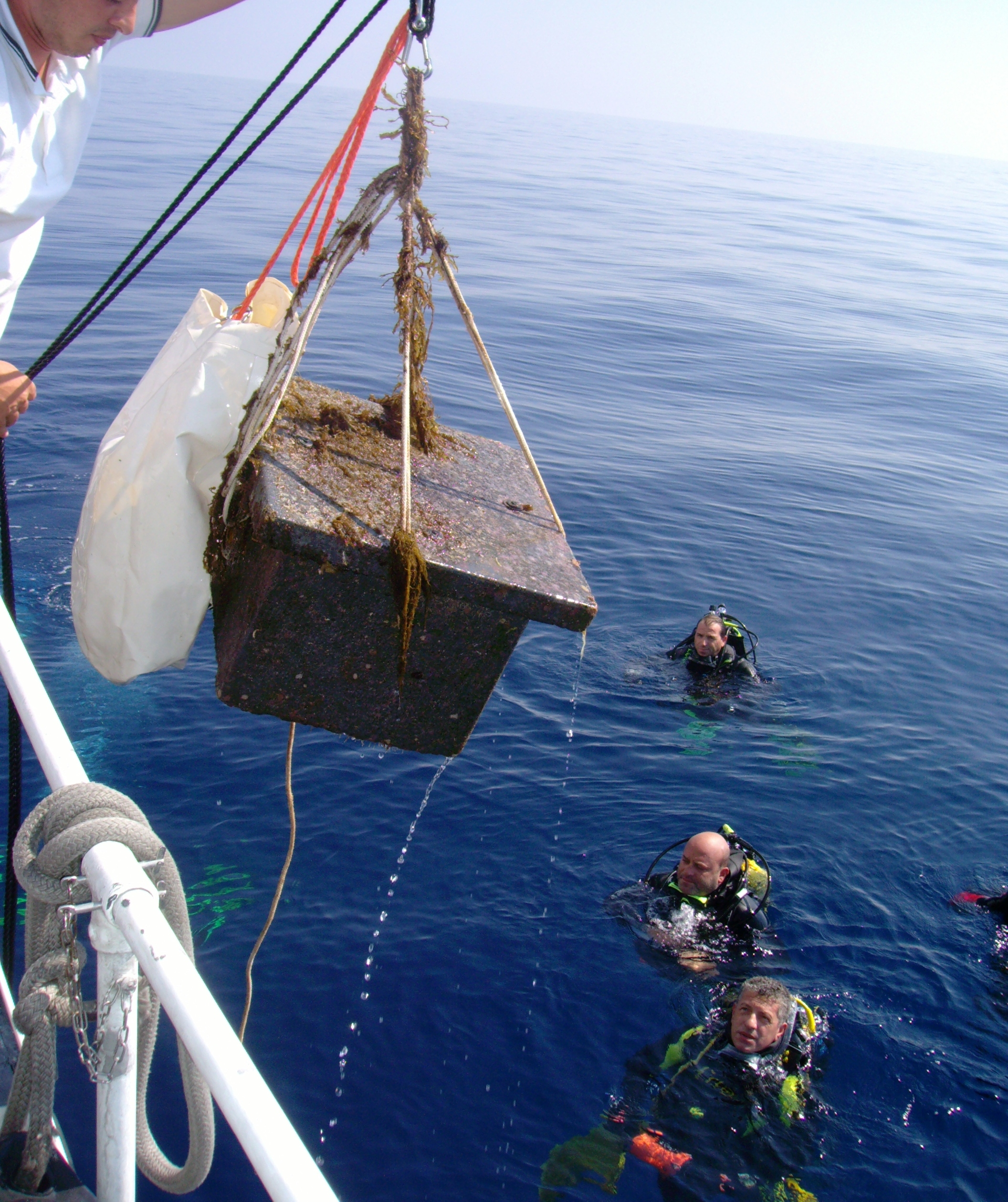
У 2007 році на поверхню підняли сейсмограф, розміщений на підводному острові у 2006

Після 1863 року вулкан дрімав упродовж багатьох десятиліть, його вершина розташовується всього на 8 м нижче рівня моря.
У 2000 році сейсмічна активність навколо острова Грема відновилася, і вулканологи прогнозували можливе виверження і нову появу острова. Щоб запобігти відновленню суперечок про приналежність острова, італійські водолази встановили прапор на вершині вулкана напередодні очікуваного підняття. Щоб підкріпити свої аргументи, сицилійці запросили спадкоємця династії Бурбонів. Під воду опустили також меморіальну плиту, що задля зручності телевізійників, зробили далеко від верхівки, куди небезпечно було запливати; бурхливі води змусили дайверів відкласти операцію на тиждень, до 13 листопада, 2000. На встановленому водолазами прапорі Сицилії зображена голова Медузи і три голі ноги  – що знак, традиційно інтерпретується як «тримайтеся подалі».
На мармуровій плиті, вагою 150 кг було написано: «Ця земля названа колись Фердинандея, належить і завжди буде належати сицилійського народу». Під час церемонії, знятої флотилією камер, герцог Карло ді Бурбон опустив у хвилі плиту і звернувся до місцевих жителів зі словами: «Вона завжди буде сицилійською». Але через шість місяців виявили, що плита роздроблена на дванадцять частин, найімовірніше рибальськими знаряддями, але можливий також і вандалізм.
У листопаді 2002 року Інститут геофізики і вулканології в Римі спостерігав незначну сейсмічну активність і викиди газу. Передбачалося, що повторна поява острова станеться за кілька тижнів або місяців. Однак попри ознаки у 2000 і 2002 роках, сейсмічна активність не призвела до виверження, станом на 2006 Фендинандея знаходилася на 8 м нижче рівня моря.

## Значення

### Наукові дослідження

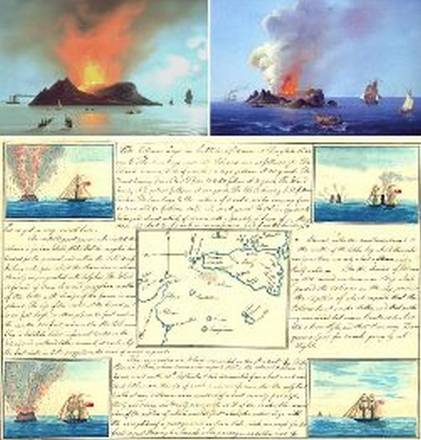
Сторінка з польового щоденника французького геолога Констана Прево. Ілюстрації французького художника

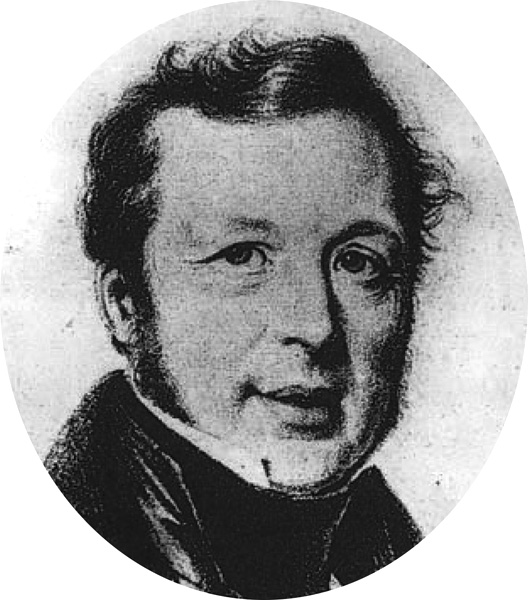
Французький геолог Констан Прево

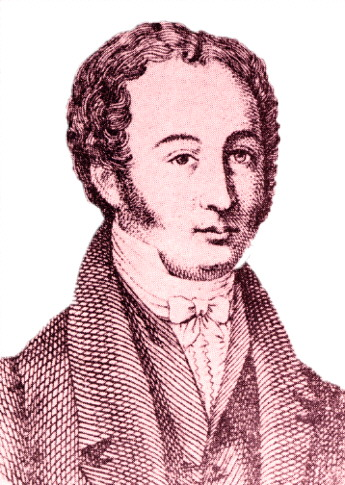
Італійський геолог Карло Джеммелларо

Раптове геологічне явище спостерігали і вивчали багато науковців: німці Гофман, Шульц і Філіппі; англійці Едвард Деві і Ворінгтон Вілкінсон Сміт, француз Констан Прево, італійці Шіна Доменіко, який опублікував свої спостереження в «Effeméridi Sicilians» (1832, том 2) і Карло Джемелларо з Катанійського університету (опублікував роботу у 1831).
У 2006 році подальші дослідження показали, що острів Грема є частиною великого вулканічного конуса Емпедокл.

### Морське значення
Острів Грема, як і раніше, позначають на морських картах, оскільки він занурений лише на кілька метрів, що набагато вище, ніж осадка більшості морських суден. Також це невелика мілина, на якій живуть прибережні морські істоти.

### Карбування
У 2000 році в Сицилії вийшов неофіційний випуск пенні, із зображенням острова на одній стороні та, що дивно, бюсту Єлизавети II на іншій. (Італія, включно з Сицилією, у той час користувалася лірою, і монета не була в обігу). Девід Мануччі, дизайнер монети, вирішив зробити її після того, як «дізнався про існування острова-привида» з газетної статті. Окрім мідної монети, існують різновиди зі срібла, міді «з захисною емаллю», срібла «з захисною емаллю». На цій конфліктній, карбованій в Італії, монеті одночасно нанесено італійську назву острова, а з іншого боку — бюст «Єлизавети II божою милістю» і британську деномінацію.

### У популярній культурі
Під час появи острова його відвідав Вальтер Скотт. Острів також надихнув Джеймса Фенімора Купера (роман «Кратер, або Вершина вулкана»), Дюма-батька («Сперонара») і Жуля Верна («Капітан Антіфер» і «Ченселор»).